# Vy-le-Ferroux
Vy-le-Ferroux är en kommun i departementet Haute-Saône i regionen Bourgogne-Franche-Comté i östra Frankrike. Kommunen ligger i kantonen Scey-sur-Saône-et-Saint-Albin som tillhör arrondissementet Vesoul. År 2022 hade Vy-le-Ferroux 159 invånare.

## Befolkningsutveckling
Antalet invånare i kommunen Vy-le-Ferroux
| Referens: INSEE |